# Sione Kalamafoni

a Compétitions nationales et continentales officielles uniquement.

b Matchs officiels uniquement.
Dernière mise à jour le 21 juin 2024.
Sione Kalamafoni, né le 18 mai 1988 à Matahau (Tonga), est un joueur de rugby à XV international tongien évoluant aux postes de troisième ligne centre, troisième ligne aile ou deuxième ligne au RC Vannes. Il mesure 1,96 m pour 121 kg. 

## Carrière

### En club
Sione Kalamafoni commence à jouer au rugby dans son pays natal, avant de mettre entre parenthèses cette pratique à l'âge de 19 ans pour effectuer une mission mormone aux États-Unis.
Il commence sa carrière professionnelle en 2010 lorsqu'il signe avec le club anglais de Nottingham qui évolue en RFU Championship (D2 anglaise). Il s'impose rapidement par sa puissance physique et sa capacité de pénétration.
En 2012, il rejoint le club de Gloucester en Aviva Premiership. Il prolonge son contrat pour trois saisons supplémentaires en 2013.
En fin de contrat avec Gloucester en 2017, il rejoint à l'intersaison les Leicester Tigers.
En 2020, il rejoint la province galloise des Scarlets, évoluant alors en Pro14, puis en United Rugby Championship à partir de 2021. Il annonce quitter l'équipe au terme de la saison 2022-2023, après trois saisons au pays de Galles.
En février 2023, il est annoncé qu'il s'engage avec le RC Vannes en Pro D2, sur la base d'un contrat de deux saisons,. En 2024, il est titulaire au poste de troisième ligne centre lors de la finale que son équipe remporte face au FC Grenoble, participant ainsi à l'accession de son club au Top 14,.

### En équipe nationale
Sione Kalamafoni obtient sa première cape internationale avec l'équipe des Tonga le 10 février 2007 à l’occasion d’un match contre l'équipe de Corée du Sud.
Il participe à la Coupe du monde 2011 en Nouvelle-Zélande. Il dispute alors quatre matchs contre la Nouvelle-Zélande, le Canada, le Japon et la France. Il est d'ailleurs élu homme du match lors de la victoire historique de son équipe face à la France.
Il fait partie du groupe tongien sélectionné par pour participer à la Coupe du monde 2015 en Angleterre. Il dispute quatre matchs de la compétition contre la Géorgie, la Namibie, l'Argentine et la Nouvelle-Zélande.
En 2019, il est retenu dans le groupe tongien pour disputer la Coupe du monde au Japon. Il dispute quatre matchs dans cette compétition, contre l'Angleterre, l'Argentine, la France et les États-Unis.
Il annonce la fin de sa carrière internationale à l'issue du mondial japonais.

## Palmarès

### En club
- Vainqueur du Challenge Européen en 2015 avec Gloucester.
- Vainqueur du Championnat de France de 2e division en 2024 avec le RC Vannes.

### En équipe nationale
- Participation à la Coupe du monde en 2011 (4 matchs), 2015 (4 matchs) et 2019 (4 matchs).